# Liste der Autorenbeteiligungen und Produktionen von Ed Sheeran
Dies ist eine Übersicht über die Autorentätigkeiten (Musik/Text) und Musikproduktionen des britischen Popsängers Ed Sheeran.

## #
| Jahr | Titel                | Interpret                                           | Autor                       | Produzent |
| ---- | -------------------- | --------------------------------------------------- | --------------------------- | --------- |
| 2017 | … Baby One More Time | Ed Sheeran                                          |                             |           |
| 2019 | 1000 Nights          | Ed Sheeran feat. Meek Mill & A Boogie wit da Hoodie | Grünes Häkchensymbol für ja |           |
| 2018 | 2002                 | Anne-Marie                                          | Grünes Häkchensymbol für ja |           |
| 2022 | 2step                | Ed Sheeran                                          | Grünes Häkchensymbol für ja |           |

## A
| Jahr | Titel               | Interpret                                 | Autor                       | Produzent                   |
| ---- | ------------------- | ----------------------------------------- | --------------------------- | --------------------------- |
| 2023 | A Beautiful Game    | Ed Sheeran                                | Grünes Häkchensymbol für ja | Grünes Häkchensymbol für ja |
| 2014 | Afire Love          | Ed Sheeran                                | Grünes Häkchensymbol für ja |                             |
| 2020 | Afterglow           | Ed Sheeran                                | Grünes Häkchensymbol für ja | Grünes Häkchensymbol für ja |
| 2014 | All About It        | Hoodie Allen feat. Ed Sheeran             | Grünes Häkchensymbol für ja |                             |
| 2013 | All Falls Down      | Alonestar feat. Ed Sheeran, Rosie Ribbons |                             |                             |
| 2014 | All Of The Stars    | Ed Sheeran                                | Grünes Häkchensymbol für ja |                             |
| 2018 | Amo soltanto te     | Andrea Bocelli feat. Ed Sheeran           |                             |                             |
| 2019 | Antisocial          | Ed Sheeran feat. Travis Scott             | Grünes Häkchensymbol für ja |                             |
| 2022 | Are You Entertained | Russ & Ed Sheeran                         | Grünes Häkchensymbol für ja |                             |
| 2014 | Atlantic City       | Ed Sheeran                                |                             |                             |
| 2011 | Autumn Leaves       | Ed Sheeran                                | Grünes Häkchensymbol für ja |                             |

## B
| Jahr | Titel            | Interpret                                       | Autor                       | Produzent                   |
| ---- | ---------------- | ----------------------------------------------- | --------------------------- | --------------------------- |
| 2021 | Bad Habits       | Ed Sheeran                                      | Grünes Häkchensymbol für ja | Grünes Häkchensymbol für ja |
| 2022 | Bam Bam          | Camila Cabello feat. Ed Sheeran                 | Grünes Häkchensymbol für ja |                             |
| 2017 | Barcelona        | Ed Sheeran                                      | Grünes Häkchensymbol für ja | Grünes Häkchensymbol für ja |
| 2015 | Be Like You      | Ed Sheeran                                      | Grünes Häkchensymbol für ja |                             |
| 2014 | Be My Forever    | Christina Perri feat. Ed Sheeran                |                             |                             |
| 2021 | Be Right Now     | Ed Sheeran                                      | Grünes Häkchensymbol für ja | Grünes Häkchensymbol für ja |
| 2019 | Beautiful People | Ed Sheeran feat. Khalid                         | Grünes Häkchensymbol für ja | Grünes Häkchensymbol für ja |
| 2019 | Best Part Of Me  | Ed Sheeran feat. Yebba                          | Grünes Häkchensymbol für ja | Grünes Häkchensymbol für ja |
| 2017 | Bibia Be Ye Ye   | Ed Sheeran                                      | Grünes Häkchensymbol für ja | Grünes Häkchensymbol für ja |
| 2021 | Big              | Rita Ora mit Imanbek & David Guetta feat. Gunna | Grünes Häkchensymbol für ja |                             |
| 2014 | Bloodstream      | Ed Sheeran                                      | Grünes Häkchensymbol für ja |                             |
| 2019 | Blow             | Ed Sheeran feat. Chris Stapleton & Bruno Mars   | Grünes Häkchensymbol für ja |                             |
| 2017 | Boa Me           | Fuse ODG feat. Ed Sheeran & Mugeez              | Grünes Häkchensymbol für ja |                             |
| 2023 | Boat             | Ed Sheeran                                      | Grünes Häkchensymbol für ja |                             |
| 2023 | Borderline       | Ed Sheeran                                      | Grünes Häkchensymbol für ja |                             |
| 2023 | Brace It         | Ishawna feat. Ed Sheeran                        | Grünes Häkchensymbol für ja |                             |

## C
| Jahr | Titel              | Interpret                                     | Autor                       | Produzent                   |
| ---- | ------------------ | --------------------------------------------- | --------------------------- | --------------------------- |
| 2022 | Call On Me         | Vianney feat. Ed Sheeran                      | Grünes Häkchensymbol für ja |                             |
| 2014 | Candle in the Wind | Ed Sheeran                                    |                             | Grünes Häkchensymbol für ja |
| 2017 | Castle on the Hill | Ed Sheeran                                    | Grünes Häkchensymbol für ja |                             |
| 2022 | Celestial          | Ed Sheeran                                    | Grünes Häkchensymbol für ja |                             |
| 2019 | City Of Sin        | The Game feat. Ed Sheeran                     | Grünes Häkchensymbol für ja |                             |
| 2010 | Cold Coffee        | Ed Sheeran                                    | Grünes Häkchensymbol für ja | Grünes Häkchensymbol für ja |
| 2016 | Cold Water         | Major Lazer, MØ und Justin Bieber             | Grünes Häkchensymbol für ja |                             |
| 2021 | Collide            | Ed Sheeran                                    | Grünes Häkchensymbol für ja | Grünes Häkchensymbol für ja |
| 2023 | Colourblind        | Ed Sheeran                                    | Grünes Häkchensymbol für ja |                             |
| 2019 | Cross Me           | Ed Sheeran feat. Chance the Rapper & PnB Rock | Grünes Häkchensymbol für ja |                             |
| 2023 | Curtains           | Ed Sheeran                                    | Grünes Häkchensymbol für ja |                             |

## D
| Jahr | Titel        | Interpret                      | Autor                       | Produzent                   |
| ---- | ------------ | ------------------------------ | --------------------------- | --------------------------- |
| 2015 | Dark Times   | The Weeknd feat. Ed Sheeran    | Grünes Häkchensymbol für ja |                             |
| 2017 | Dive         | Ed Sheeran                     | Grünes Häkchensymbol für ja |                             |
| 2014 | Don't        | Ed Sheeran                     | Grünes Häkchensymbol für ja |                             |
| 2015 | Dreams       | Krept & Konan feat. Ed Sheeran |                             |                             |
| 2012 | Drown Me Out | Ed Sheeran + Ghetts            | Grünes Häkchensymbol für ja | Grünes Häkchensymbol für ja |
| 2011 | Drunk        | Ed Sheeran                     | Grünes Häkchensymbol für ja |                             |
| 2023 | Dusty        | Ed Sheeran                     | Grünes Häkchensymbol für ja |                             |

## E
| Jahr | Titel                      | Interpret                              | Autor                       | Produzent |
| ---- | -------------------------- | -------------------------------------- | --------------------------- | --------- |
| 2018 | Eastside                   | Benny Blanco, Halsey & Khalid          | Grünes Häkchensymbol für ja |           |
| 2017 | End Game                   | Taylor Swift feat. Ed Sheeran & Future | Grünes Häkchensymbol für ja |           |
| 2023 | End Of Youth               | Ed Sheeran                             | Grünes Häkchensymbol für ja |           |
| 2015 | English Rose               | Ed Sheeran                             | Grünes Häkchensymbol für ja |           |
| 2017 | Eraser                     | Ed Sheeran                             | Grünes Häkchensymbol für ja |           |
| 2014 | Even My Dad Does Sometimes | Ed Sheeran                             | Grünes Häkchensymbol für ja |           |
| 2012 | Everything Has Changed     | Taylor Swift feat. Ed Sheeran          | Grünes Häkchensymbol für ja |           |
| 2014 | Everything You Are         | Ed Sheeran                             |                             |           |
| 2023 | Eyes Closed                | Ed Sheeran                             | Grünes Häkchensymbol für ja |           |

## F
| Jahr | Titel           | Interpret                           | Autor                       | Produzent                   |
| ---- | --------------- | ----------------------------------- | --------------------------- | --------------------------- |
| 2023 | F64             | Ed Sheeran                          | Grünes Häkchensymbol für ja |                             |
| 2013 | Faces           | Ed Sheeran & Yelawolf               | Grünes Häkchensymbol für ja | Grünes Häkchensymbol für ja |
| 2010 | Fall            | Ed Sheeran                          | Grünes Häkchensymbol für ja | Grünes Häkchensymbol für ja |
| 2010 | Family          | Ed Sheeran feat. P. Money           | Grünes Häkchensymbol für ja | Grünes Häkchensymbol für ja |
| 2011 | Feeling Good    | Ed Sheeran                          |                             |                             |
| 2019 | Feels           | Ed Sheeran feat. Young Thug & J Hus | Grünes Häkchensymbol für ja |                             |
| 2010 | Fire Alarms     | Ed Sheeran                          | Grünes Häkchensymbol für ja | Grünes Häkchensymbol für ja |
| 2010 | Firefly         | Ed Sheeran                          | Grünes Häkchensymbol für ja | Grünes Häkchensymbol für ja |
| 2021 | First Times     | Ed Sheeran                          | Grünes Häkchensymbol für ja | Grünes Häkchensymbol für ja |
| 2022 | For My Hand     | Burna Boy feat. Ed Sheeran          | Grünes Häkchensymbol für ja |                             |
| 2022 | Forever My Love | J Balvin & Ed Sheeran               | Grünes Häkchensymbol für ja |                             |
| 2014 | Friends         | Ed Sheeran                          | Grünes Häkchensymbol für ja |                             |

## G
| Jahr | Titel                      | Interpret                                | Autor                       | Produzent                   |
| ---- | -------------------------- | ---------------------------------------- | --------------------------- | --------------------------- |
| 2017 | Galway Girl                | Ed Sheeran                               | Grünes Häkchensymbol für ja |                             |
| 20   | Give Me Love               | Ed Sheeran                               | Grünes Häkchensymbol für ja |                             |
| 2011 | Gold Rush                  | Ed Sheeran                               | Grünes Häkchensymbol für ja |                             |
| 2010 | Goodbye To You             | Ed Sheeran feat. Dot Rotten              | Grünes Häkchensymbol für ja | Grünes Häkchensymbol für ja |
| 2011 | Grade 8                    | Ed Sheeran                               | Grünes Häkchensymbol für ja |                             |
| 2022 | Groundwork                 | Big Narstie x Ed Sheeran x Papoose       | Grünes Häkchensymbol für ja |                             |
| 2015 | Growing Up (Sloane's Song) | Macklemore & Ryan Lewis feat. Ed Sheeran | Grünes Häkchensymbol für ja |                             |
| 2013 | Guiding Light              | Foy Vance feat. Ed Sheeran               |                             |                             |

## H
| Jahr | Titel                          | Interpret                  | Autor                       | Produzent                   |
| ---- | ------------------------------ | -------------------------- | --------------------------- | --------------------------- |
| 2017 | Happier                        | Ed Sheeran                 | Grünes Häkchensymbol für ja |                             |
| 2017 | Hearts Don't Break Around Here | Ed Sheeran                 | Grünes Häkchensymbol für ja | Grünes Häkchensymbol für ja |
| 2019 | Hello My Love                  | Westlife                   | Grünes Häkchensymbol für ja |                             |
| 2010 | Homeless                       | Ed Sheeran                 | Grünes Häkchensymbol für ja | Grünes Häkchensymbol für ja |
| 2017 | How Would You Feel (Paean)     | Ed Sheeran                 | Grünes Häkchensymbol für ja | Grünes Häkchensymbol für ja |
| 2011 | Hush Little Baby               | Wretch 32 feat. Ed Sheeran | Grünes Häkchensymbol für ja |                             |

## I
| Jahr | Titel                     | Interpret                   | Autor                       | Produzent                   |
| ---- | ------------------------- | --------------------------- | --------------------------- | --------------------------- |
| 2019 | I Don’t Want Your Money   | Ed Sheeran feat. H.E.R.     | Grünes Häkchensymbol für ja |                             |
| 2019 | I Don't Care              | Ed Sheeran & Justin Bieber  | Grünes Häkchensymbol für ja |                             |
| 2013 | I See Fire                | Ed Sheeran                  | Grünes Häkchensymbol für ja | Grünes Häkchensymbol für ja |
| 2015 | I Was Made For Loving You | Tori Kelly feat. Ed Sheeran | Grünes Häkchensymbol für ja | Grünes Häkchensymbol für ja |
| 2022 | I Will Remember You       | Ed Sheeran                  | Grünes Häkchensymbol für ja | Grünes Häkchensymbol für ja |
| 2015 | I Will Take You Home      | Ed Sheeran                  | Grünes Häkchensymbol für ja | Grünes Häkchensymbol für ja |
| 2011 | If I Could                | Wiley feat. Ed Sheeran      | Grünes Häkchensymbol für ja |                             |
| 2014 | I'm A Mess                | Ed Sheeran                  | Grünes Häkchensymbol für ja |                             |

## K
| Jahr | Titel   | Interpret  | Autor                       | Produzent |
| ---- | ------- | ---------- | --------------------------- | --------- |
| 2011 | Kiss Me | Ed Sheeran | Grünes Häkchensymbol für ja |           |

## L
| Jahr | Titel               | Interpret                   | Autor                       | Produzent                   |
| ---- | ------------------- | --------------------------- | --------------------------- | --------------------------- |
| 2010 | Lately              | Ed Sheeran + Devlin         | Grünes Häkchensymbol für ja | Grünes Häkchensymbol für ja |
| 2015 | Lay It All On Me    | Rudimental feat. Ed Sheeran | Grünes Häkchensymbol für ja | Grünes Häkchensymbol für ja |
| 2021 | Leave Your Life     | Ed Sheeran                  | Grünes Häkchensymbol für ja | Grünes Häkchensymbol für ja |
| 2011 | Lego House          | Ed Sheeran                  | Grünes Häkchensymbol für ja |                             |
| 2010 | Let It Out          | Ed Sheeran                  | Grünes Häkchensymbol für ja | Grünes Häkchensymbol für ja |
| 2023 | Life Goes On        | Ed Sheeran                  | Grünes Häkchensymbol für ja |                             |
| 2017 | Lifting You         | N.E.R.D & Ed Sheeran        |                             |                             |
| 2010 | Little Bird         | Ed Sheeran                  | Grünes Häkchensymbol für ja | Grünes Häkchensymbol für ja |
| 2011 | Little Lady         | Ed Sheeran + Mikill Pane    | Grünes Häkchensymbol für ja | Grünes Häkchensymbol für ja |
| 2012 | Little Things       | One Direction               | Grünes Häkchensymbol für ja |                             |
| 2021 | Love In Slow Motion | Ed Sheeran                  | Grünes Häkchensymbol für ja | Grünes Häkchensymbol für ja |
| 2015 | Love Yourself       | Justin Bieber               | Grünes Häkchensymbol für ja |                             |

## M
| Jahr | Titel           | Interpret               | Autor                       | Produzent                   |
| ---- | --------------- | ----------------------- | --------------------------- | --------------------------- |
| 2014 | Make It Rain    | Ed Sheeran              |                             |                             |
| 2021 | Merry Christmas | Ed Sheeran & Elton John | Grünes Häkchensymbol für ja | Grünes Häkchensymbol für ja |
| 2023 | Moving          | Ed Sheeran              | Grünes Häkchensymbol für ja |                             |
| 2022 | My G            | Aitch feat. Ed Sheeran  | Grünes Häkchensymbol für ja |                             |

## N
| Jahr | Titel           | Interpret                                      | Autor                       | Produzent                   |
| ---- | --------------- | ---------------------------------------------- | --------------------------- | --------------------------- |
| 2017 | Nancy Mulligan  | Ed Sheeran                                     | Grünes Häkchensymbol für ja | Grünes Häkchensymbol für ja |
| 2017 | New Man         | Ed Sheeran                                     | Grünes Häkchensymbol für ja |                             |
| 2015 | New York        | Ed Sheeran                                     | Grünes Häkchensymbol für ja |                             |
| 2012 | Nightmares      | Ed Sheeran + Random Impulse + Sway + Wretch 32 | Grünes Häkchensymbol für ja | Grünes Häkchensymbol für ja |
| 2014 | Nina            | Ed Sheeran                                     | Grünes Häkchensymbol für ja |                             |
| 2023 | No Strings      | Ed Sheeran                                     | Grünes Häkchensymbol für ja |                             |
| 2022 | Noche de novela | Paulo Londra feat. Ed Sheeran                  | Grünes Häkchensymbol für ja |                             |
| 2019 | Nothing On You  | Ed Sheeran feat. Paulo Londra & Dave           | Grünes Häkchensymbol für ja |                             |

## O
| Jahr | Titel             | Interpret                            | Autor                       | Produzent                   |
| ---- | ----------------- | ------------------------------------ | --------------------------- | --------------------------- |
| 2013 | Old School Love   | Lupe Fiasco feat. Ed Sheeran         | Grünes Häkchensymbol für ja |                             |
| 2014 | One               | Ed Sheeran                           | Grünes Häkchensymbol für ja |                             |
| 2022 | One Life          | Ed Sheeran                           | Grünes Häkchensymbol für ja | Grünes Häkchensymbol für ja |
| 2010 | One Night         | Ed Sheeran                           | Grünes Häkchensymbol für ja | Grünes Häkchensymbol für ja |
| 2021 | Overpass Graffiti | Ed Sheeran                           | Grünes Häkchensymbol für ja | Grünes Häkchensymbol für ja |
| 2019 | Own It            | Stormzy feat. Ed Sheeran & Burna Boy | Grünes Häkchensymbol für ja |                             |

## P
| Jahr | Titel               | Interpret                 | Autor                       | Produzent                   |
| ---- | ------------------- | ------------------------- | --------------------------- | --------------------------- |
| 2022 | Penguins            | Ed Sheeran                | Grünes Häkchensymbol für ja | Grünes Häkchensymbol für ja |
| 2017 | Perfect             | Ed Sheeran                | Grünes Häkchensymbol für ja | Grünes Häkchensymbol für ja |
| 2021 | Permission to Dance | BTS                       | Grünes Häkchensymbol für ja |                             |
| 2021 | Peru                | Fireboy DML & Ed Sheeran  | Grünes Häkchensymbol für ja |                             |
| 2015 | Photograph          | Ed Sheeran                | Grünes Häkchensymbol für ja |                             |
| 2019 | Put It All On Me    | Ed Sheeran feat. Ella Mai | Grünes Häkchensymbol für ja |                             |

## R
| Jahr | Titel             | Interpret                         | Autor                       | Produzent                   |
| ---- | ----------------- | --------------------------------- | --------------------------- | --------------------------- |
| 2011 | Radio             | Ed Sheeran + Jme                  | Grünes Häkchensymbol für ja | Grünes Häkchensymbol für ja |
| 2010 | Raise Em Up       | Alonestar feat. Ed Sheeran        |                             |                             |
| 2019 | Remember The Name | Ed Sheeran feat. Eminem & 50 Cent | Grünes Häkchensymbol für ja | Grünes Häkchensymbol für ja |
| 2015 | Reuf              | Nekfeu feat. Ed Sheeran           | Grünes Häkchensymbol für ja |                             |
| 2017 | River             | Eminem feat. Ed Sheeran           | Grünes Häkchensymbol für ja |                             |
| 2019 | Roadside          | The Game feat. Ed Sheeran         | Grünes Häkchensymbol für ja |                             |
| 2021 | Run               | Taylor Swift feat. Ed Sheeran     | Grünes Häkchensymbol für ja |                             |
| 2014 | Runaway           | Ed Sheeran                        | Grünes Häkchensymbol für ja |                             |

## S
| Jahr | Titel                      | Interpret                                 | Autor                       | Produzent                   |
| ---- | -------------------------- | ----------------------------------------- | --------------------------- | --------------------------- |
| 2023 | Salt Water                 | Ed Sheeran                                | Grünes Häkchensymbol für ja |                             |
| 2021 | Sandman                    | Ed Sheeran                                | Grünes Häkchensymbol für ja | Grünes Häkchensymbol für ja |
| 2021 | Sausage Rolls For Everyone | LadBaby feat. Ed Sheeran & Elton John     | Grünes Häkchensymbol für ja |                             |
| 2017 | Save Myself                | Ed Sheeran                                | Grünes Häkchensymbol für ja | Grünes Häkchensymbol für ja |
| 2020 | Scars                      | Ed Sheeran                                | Grünes Häkchensymbol für ja | Grünes Häkchensymbol für ja |
| 2017 | Shape of You               | Ed Sheeran                                | Grünes Häkchensymbol für ja | Grünes Häkchensymbol für ja |
| 2010 | She                        | Ed Sheeran                                | Grünes Häkchensymbol für ja | Grünes Häkchensymbol für ja |
| 2014 | Shirtsleeves               | Ed Sheeran                                | Grünes Häkchensymbol für ja |                             |
| 2021 | Shivers                    | Ed Sheeran                                | Grünes Häkchensymbol für ja | Grünes Häkchensymbol für ja |
| 2022 | Sigue                      | J Balvin & Ed Sheeran                     | Grünes Häkchensymbol für ja |                             |
| 2014 | Sing                       | Ed Sheeran                                | Grünes Häkchensymbol für ja |                             |
| 2011 | Small Bump                 | Ed Sheeran                                | Grünes Häkchensymbol für ja |                             |
| 2011 | So                         | Ed Sheeran                                | Grünes Häkchensymbol für ja |                             |
| 2010 | Sofa                       | Ed Sheeran                                | Grünes Häkchensymbol für ja | Grünes Häkchensymbol für ja |
| 2019 | South Of The Border        | Ed Sheeran feat. Camila Cabello & Cardi B | Grünes Häkchensymbol für ja | Grünes Häkchensymbol für ja |
| 2023 | Spark                      | Ed Sheeran                                | Grünes Häkchensymbol für ja |                             |
| 2023 | Stoned                     | Ed Sheeran                                | Grünes Häkchensymbol für ja |                             |
| 2021 | Stop The Rain              | Ed Sheeran                                | Grünes Häkchensymbol für ja | Grünes Häkchensymbol für ja |
| 2017 | Strip That Down            | Liam Payne feat. Quavo                    | Grünes Häkchensymbol für ja |                             |
| 2011 | Sunburn                    | Ed Sheeran                                | Grünes Häkchensymbol für ja |                             |
| 2017 | Supermarket Flowers        | Ed Sheeran                                | Grünes Häkchensymbol für ja |                             |
| 2023 | Sycamore                   | Ed Sheeran                                | Grünes Häkchensymbol für ja |                             |

## T
| Jahr | Titel                   | Interpret                     | Autor                       | Produzent                   |
| ---- | ----------------------- | ----------------------------- | --------------------------- | --------------------------- |
| 2014 | Take It Back            | Ed Sheeran                    | Grünes Häkchensymbol für ja |                             |
| 2019 | Take Me Back To London  | Ed Sheeran feat. Stormzy      | Grünes Häkchensymbol für ja |                             |
| 2014 | Tenerife Sea            | Ed Sheeran                    | Grünes Häkchensymbol für ja |                             |
| 2011 | The A Team              | Ed Sheeran                    | Grünes Häkchensymbol für ja |                             |
| 2011 | The City                | Ed Sheeran                    | Grünes Häkchensymbol für ja |                             |
| 2023 | The Hills Of Aberfeldy  | Ed Sheeran                    | Grünes Häkchensymbol für ja |                             |
| 2021 | The Joker And The Queen | Ed Sheeran feat. Taylor Swift | Grünes Häkchensymbol für ja | Grünes Häkchensymbol für ja |
| 2014 | The Man                 | Ed Sheeran                    | Grünes Häkchensymbol für ja |                             |
| 2011 | The Parting Glass       | Ed Sheeran                    |                             |                             |
| 2017 | The Rest of Our Life    | Tim McGraw & Faith Hill       | Grünes Häkchensymbol für ja |                             |
| 2014 | Thinking Out Loud       | Ed Sheeran                    | Grünes Häkchensymbol für ja |                             |
| 2011 | This                    | Ed Sheeran                    | Grünes Häkchensymbol für ja |                             |
| 2020 | Those Kinda Nights      | Eminem feat. Ed Sheeran       | Grünes Häkchensymbol für ja |                             |
| 2018 | Thursday                | Jess Glynne                   | Grünes Häkchensymbol für ja |                             |
| 2021 | Tides                   | Ed Sheeran                    | Grünes Häkchensymbol für ja | Grünes Häkchensymbol für ja |
| 2013 | Top Floor (Cabana)      | Naughty Boy feat. Ed Sheeran  | Grünes Häkchensymbol für ja |                             |
| 2015 | Touch And Go            | Ed Sheeran                    | Grünes Häkchensymbol für ja |                             |
| 2023 | Toughest                | Ed Sheeran                    | Grünes Häkchensymbol für ja |                             |

## U
| Jahr | Titel    | Interpret   | Autor                       | Produzent |
| ---- | -------- | ----------- | --------------------------- | --------- |
| 2011 | U.N.I.   | Ed Sheeran  | Grünes Häkchensymbol für ja |           |
| 2020 | Underdog | Alicia Keys | Grünes Häkchensymbol für ja |           |

## V
| Jahr | Titel          | Interpret  | Autor                       | Produzent                   |
| ---- | -------------- | ---------- | --------------------------- | --------------------------- |
| 2023 | Vega           | Ed Sheeran | Grünes Häkchensymbol für ja |                             |
| 2021 | Visiting Hours | Ed Sheeran | Grünes Häkchensymbol für ja | Grünes Häkchensymbol für ja |

## W
| Jahr | Titel                 | Interpret                                                                | Autor                       | Produzent                   |
| ---- | --------------------- | ------------------------------------------------------------------------ | --------------------------- | --------------------------- |
| 2011 | Wake Me Up            | Ed Sheeran                                                               | Grünes Häkchensymbol für ja |                             |
| 2012 | Watchtower            | Devlin feat. Ed Sheeran                                                  |                             |                             |
| 2019 | Way To Break My Heart | Ed Sheeran feat. Skrillex                                                | Grünes Häkchensymbol für ja |                             |
| 2011 | Wayfaring Stranger    | Ed Sheeran                                                               | Grünes Häkchensymbol für ja | Grünes Häkchensymbol für ja |
| 2021 | Welcome To The World  | Ed Sheeran                                                               | Grünes Häkchensymbol für ja |                             |
| 2017 | What Do I Know?       | Ed Sheeran                                                               | Grünes Häkchensymbol für ja | Grünes Häkchensymbol für ja |
| 2010 | Where We Land         | Ed Sheeran                                                               | Grünes Häkchensymbol für ja | Grünes Häkchensymbol für ja |
| 2023 | Who We Love           | Sam Smith feat. Ed Sheeran                                               | Grünes Häkchensymbol für ja |                             |
| 2023 | Wildflowers           | Ed Sheeran                                                               | Grünes Häkchensymbol für ja |                             |
| 2012 | Wish You Were Here    | Ed Sheeran / Richard Jones / Nick Mason / Mike Rutherford / David Arnold |                             |                             |
| 2018 | Woman Like Me         | Little Mix feat. Nicki Minaj                                             | Grünes Häkchensymbol für ja |                             |

## Y
| Jahr | Titel                         | Interpret                                              | Autor                       | Produzent                   |
| ---- | ----------------------------- | ------------------------------------------------------ | --------------------------- | --------------------------- |
| 2010 | You                           | Ed Sheeran feat. Wiley                                 | Grünes Häkchensymbol für ja |                             |
| 2012 | You Don't Know                | Ed Sheeran feat. Yelawolf                              | Grünes Häkchensymbol für ja | Grünes Häkchensymbol für ja |
| 2011 | You Need Me, I Don't Need You | Ed Sheeran feat. Wretch 32 & Devlin                    | Grünes Häkchensymbol für ja |                             |
| 2011 | Young Guns                    | Lewi White feat. Ed Sheeran, Devlin, Griminal & Yasmin | Grünes Häkchensymbol für ja |                             |
| 2017 | Your Song                     | Rita Ora                                               | Grünes Häkchensymbol für ja | Grünes Häkchensymbol für ja |